# Широката механа
„Широката механа“ е прочуто заведение в София през първата половина на XX век. Намирало се е на ъгъла на улиците „Позитано“ и „Лавеле“. Преустановява дейността си след англо-американските бомбардировки над София.

## История
„Широката механа“ се намирала на най-долния етаж на една от малкото тогава големи (триетажни) сгради на ул. „Позитано“. Ъгълът на уличната пресечката е скосен и влизайки, човек оставал удивен от „широките“ размери и „огромния“ тезгях.
Собственост е на двама българи от Македония. Райна Костенцева описва единия от тях, Димче, като винаги сериозен, сериозно се отнасял и към работата си. „Полагаше големи усилия да задоволи вкусовете на своята многобройна клиентела“, пише тя. Димче бил и единственият в официален черен костюм при гостуването на прочутия оперен певец Шаляпин в кръчмата (1934), за да не се посрами пред него. Другият собственик се казвал Кръстьо Трайков.
Най-честите ѝ посетители са софийските артисти, писатели и художници, професори и академици, но също и каруцари, хамали, всякакви работници, както и работещи в Съдебната палата и околните адвокатски кантори адвокати, съдии и прокурори,  а също и търговци от магазинчетата и Женския пазар – „социална шарения“, отбелязва Драган Тенев, в която всички се чувствали равни и „никой не държеше да покаже на другия, че е макар и с един пръст по-горе от него“.
Механата привлича посетителите си с отличната си кухня и ниските цени. Прочута е „със своите печени и пържени в масло прасенца, угоени пилета и чисто, натурално вино“, с превъзходна скара с кайма от три вида месо: телешко, свинско и агнешко, кълцано на сатър. Цената на кебапчетата от 1 лев била съвсем достъпна (при заплата на дребен държавен чиновник от около 1800 лева).
Гости на механата са десетина прочути по света личности, посетили София, най-известен сред които е Шаляпин, но също и певците Лео Слезак, Тито Скипа и други. През октомври 1934 година при посещението в София Шаляпин отказва да ходи в елитните заведения (Юнион палас, Юнион клуб, „България“) и иска да го заведат в народна кръчма. Гусларите избират „Широката механа“, където той се чувства великолепно и запява любимите си песни. „Кънтеше не само механата, кънтеше целият квартал от мощният глас на великия певец“, спомня си Костенцева.  Шаляпин посещава многократко механата и я хвали „с всички суперлативи, които е знаел и познавал“. Пресата отразява посещенията на знаменитостите и пише за възхищението им.